# Pobikry (gromada)
Pobikry – dawna gromada, czyli najmniejsza jednostka podziału terytorialnego Polskiej Rzeczypospolitej Ludowej w latach 1954–1972.
Gromady, z gromadzkimi radami narodowymi (GRN) jako organami władzy najniższego stopnia na wsi, funkcjonowały od reformy reorganizującej administrację wiejską przeprowadzonej jesienią 1954 do momentu ich zniesienia z dniem 1 stycznia 1973, tym samym wypierając organizację gminną w latach 1954–1972.
Gromadę Pobikry z siedzibą GRN w Pobikrach utworzono – jako jedną z 8759 gromad – w powiecie siemiatyckim w woj. białostockim, na mocy uchwały nr 21/V WRN w Białymstoku z dnia 4 października 1954. W skład jednostki weszły obszary dotychczasowych gromad Pobikry, Radziszewo Króle, Krynki, Krynki Mikłasy i Sypnie ze zniesionej gminy Pobikry w tymże powiecie. Dla gromady ustalono 13 członków gromadzkiej rady narodowej.
31 grudnia 1959 do gromady Pobikry przyłączono wsie Czaje-Wólka, Czaje, Małyszczyn i Czaje-Bagno, leśniczówkę Bajraki oraz obszar lasów państwowych Nadleśnictwa Rudka obejmujący oddziały 31—55 ze zniesionej gromady Czaje-Wólka, wsie Skórzec Stary i kolonię Skórzec Nowy oraz obszar lasów państwowych Nadleśnictwa Rudka obejmujący oddziały 203—205 ze zniesionej gromady Skórzec oraz wsie Moczydły Stare, Moczydły-Kukiełki, Moczydły-Pszczółki, Moczydły-Dubiny, Żery Bystre, Żery-Czubiki i Żery-Pilaki ze zniesionej gromady Olszewo.
Gromada przetrwała do końca 1972 roku, czyli do kolejnej reformy gminnej.